# Ronaldo (phim)
Ronaldo (2015) là một bộ phim tài liệu của Anh của đạo diễn Anthony Wonke, kể về cuộc đời và sự nghiệp của cầu thủ bóng đá chuyên nghiệp người Bồ Đào Nha Cristiano Ronaldo. Bộ phim được phát hành trên toàn thế giới vào ngày 9 tháng 11 năm 2015

## Sản xuất
Bộ phim do Anthony Wonke làm đạo diễn chính và đồng đạo diễn bởi Asif Kapadia. Ronaldo  được quay trong suốt 14 tháng với mục đích phim tiếp cận được rõ ràng cuộc sống riêng tư của Ronaldo và vòng tròn bên trong của bạn bè, gia đình và đồng đội. Phim được quay tại Madeira, nơi sinh của Ronaldo, Lisbon, nơi anh bắt đầu sự nghiệp chuyên nghiệp của mình với Sporting CP, và Madrid, nơi anh đang cư trú khi anh ấy chơi cho Real Madrid.
Bản thân Ronaldo đã thông báo về việc sản xuất bộ phim trên Twitter vào ngày 9 tháng 6 năm 2015, đăng một bức ảnh của con trai anh, Cristiano Jr, sau máy quay cùng với thông báo chính thức về bộ phim này.

## Nội dung phim
Ronaldo ghi lại cuộc sống và cách suy nghĩ của Cristiano Ronaldo từ thời thơ ấu cho đến năm 2015, thông qua một loạt các cuộc phỏng vấn với chính Ronaldo cũng như bạn bè và gia đình. Các phần của bộ phim cũng theo dõi cuộc sống hàng ngày của Ronaldo cùng với các thành viên trong gia đình và bạn bè, bao gồm con trai Cristiano Jr, mẹ của anh ấy Maria Dolores dos Santos Aveiro, anh trai Hugo và các chị gái Elma và Cátia Aveiro.